# Guérison d'un épileptique
La Guérison d'un épileptique est un miracle de Jésus-Christ. Il est cité dans trois Évangiles. Il est le symbole de l'humanité sourde à la Bonne Nouvelle amenée par le Messie.

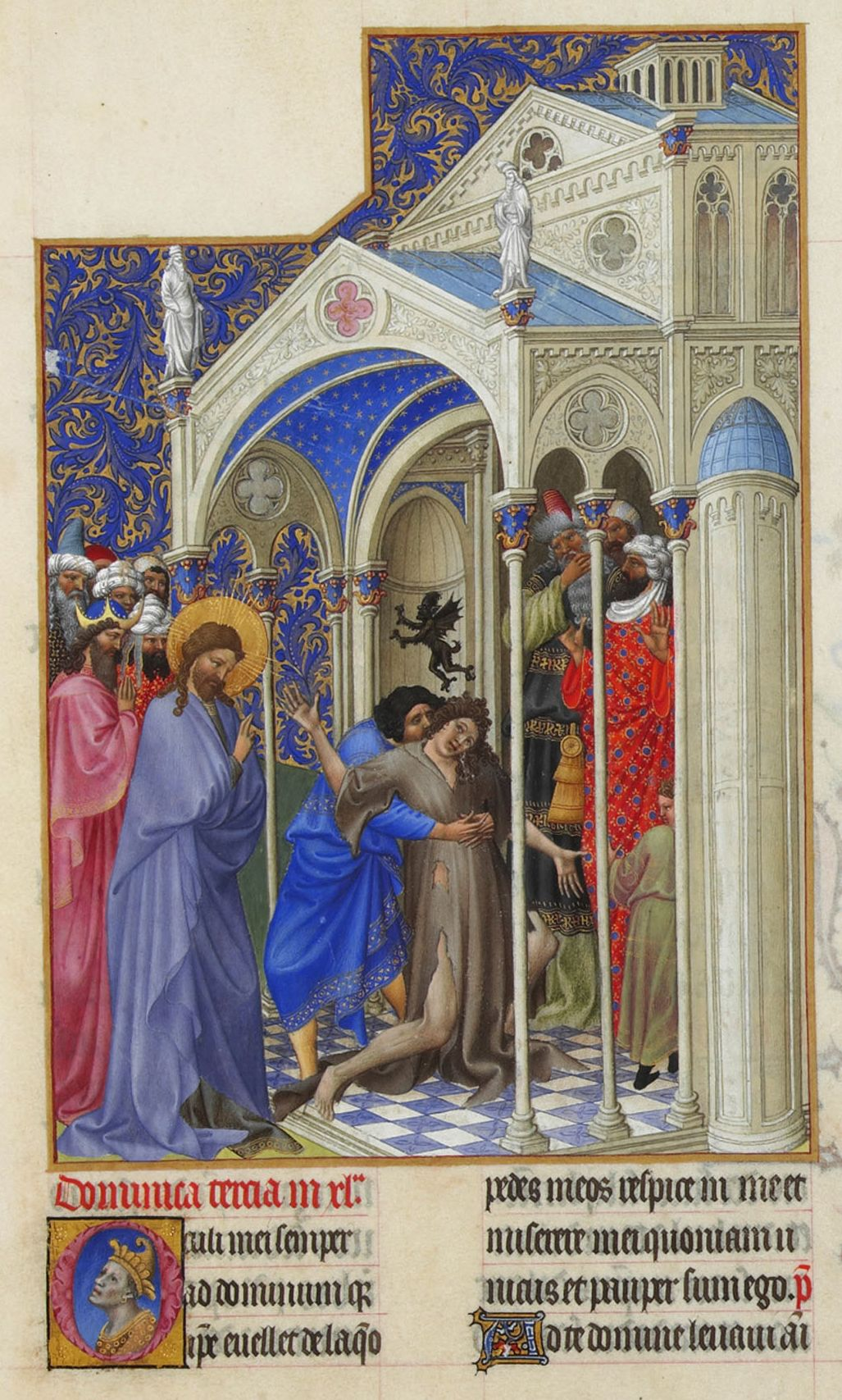
Exorcisme sur un garçon possédé par un démon issu des Très Riches Heures du duc de Berry, XVe siècle.

## Texte
Évangile de Jésus-Christ selon saint Matthieu, chapitre 17, versets 14 à 21 :
« Lorsqu'ils furent arrivés près de la foule, un homme vint se jeter à genoux devant Jésus, et dit : Seigneur, aie pitié de mon fils, qui est lunatique, et qui souffre cruellement; il tombe souvent dans le feu, et souvent dans l'eau. Je l'ai amené à tes disciples, et ils n'ont pas pu le guérir. Race incrédule et perverse, répondit Jésus, jusques à quand serai-je avec vous? jusques à quand vous supporterai-je? Amenez-le-moi ici. Jésus parla sévèrement au démon, qui sortit de lui, et l'enfant fut guéri à l'heure même. Alors les disciples s'approchèrent de Jésus, et lui dirent en particulier: Pourquoi n'avons-nous pu chasser ce démon ? C'est à cause de votre incrédulité, leur dit Jésus. Je vous le dis en vérité, si vous aviez de la foi comme un grain de sénevé, vous diriez à cette montagne : Transporte-toi d'ici là, et elle se transporterait; rien ne vous serait impossible. Mais cette sorte de démon ne sort que par la prière et par le jeûne. »
Traduction d'après la Bible Louis Segond. 

## Interprétation
L'enfant malade est le symbole de l'humanité qui est en proie à l'ignorance, alors qu'elle devrait chercher la véritable lumière, le lien divin qui l'unit à son Créateur, pour le Père Joseph-Marie Verlinde. Jésus qui parle au démon, c'est le Messie délivrant la Parole aux humains afin de les guérir de leurs maux tels le feu des désirs .
Le docteur de l'Église Jean Chrysostome souligne la providence et la bonté divine pour ce miracle. Il parle aussi de la foi, faible du père qui amène son fils, mais confirmée par ce geste de guérison du Christ. Et l'archevêque de rappeler les bienfaits de jeûne et de la prière pour aider à combattre nos désirs terrestres, les démons intérieurs et ceux des autres . Pour certains mystiques, le jeûne permet de dompter les envies du corps.